# 米坦维利耶
米坦维利耶（法語：Mittainvilliers，法語發音：[mitɛ̃vilje]）是法国厄尔-卢瓦省的一个旧市镇，属于沙特尔区。2016年，米坦维利耶与市镇韦里尼合并为新市镇米坦维利耶-韦里尼。

## 地理
米坦维利耶（48°29'54"N, 1°18'36"E）面积11.72 平方千米，位于法国中央-卢瓦尔河谷大区厄尔-卢瓦省，该省份为法国北部内陆省份，北起顺时针与厄尔省、伊夫林省、埃松省、卢瓦雷省、卢瓦-谢尔省、萨尔特省和奧恩省接壤。
与米坦维利耶接壤的市镇（或旧市镇、城区）包括：韦里尼、方丹拉吉永、巴约莱韦克。
米坦维利耶的时区为UTC+01:00、UTC+02:00（夏令时）。

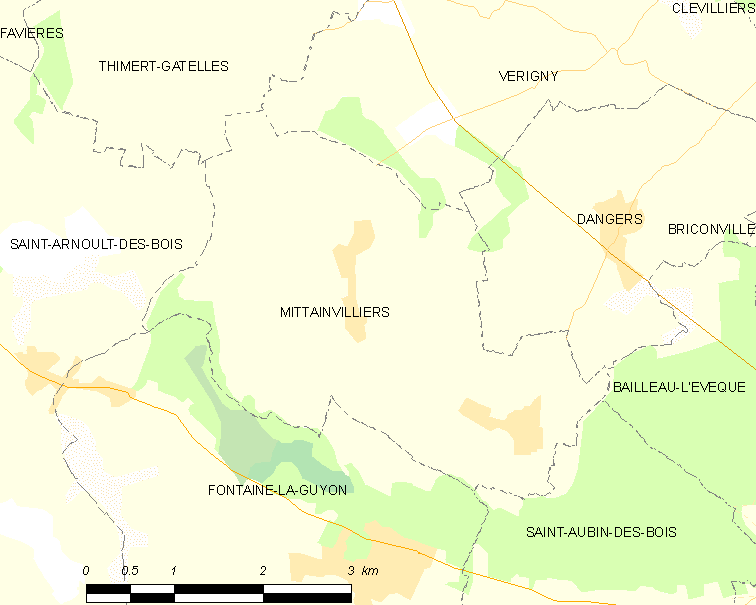
米坦维利耶的OSM定位图

## 行政
米坦维利耶的邮政编码为28190，INSEE市镇编码为28254。

## 政治
米坦维利耶所属的省级选区为伊利耶孔布赖县。

## 人口

1962-2008年间米坦维利耶人口变化图示

米坦维利耶于2013时的人口数量为508人。